# Mayflower (yacht)
Le yacht Mayflower était le defender américain qui remporta la sixième coupe de l'America en 1886, face au challenger écossais Galatea du Royal Northern Yacht Club.

## Construction
Le sloop Mayflower était de second yacht conçu par Edward Burgess pour défendre la Coupe de l'America. Il est construit dans le chantier George Lawley & Son de Boston (Massachusetts), et lancé pour le compte du général Charles J. Paine. Il était entièrement construit en bois de chêne et de pin.

## Carrière
Lors des régates de sélection, Mayflower l'emporte sur les voiliers Puritan, Priscilla et Atlantic, ce qui lui permet d'être sélectionné pour défendre la Coupe en 1886. Il permet au trophée de rester aux États-Unis en battant le bateau écossais Galatea deux victoires à zéro.

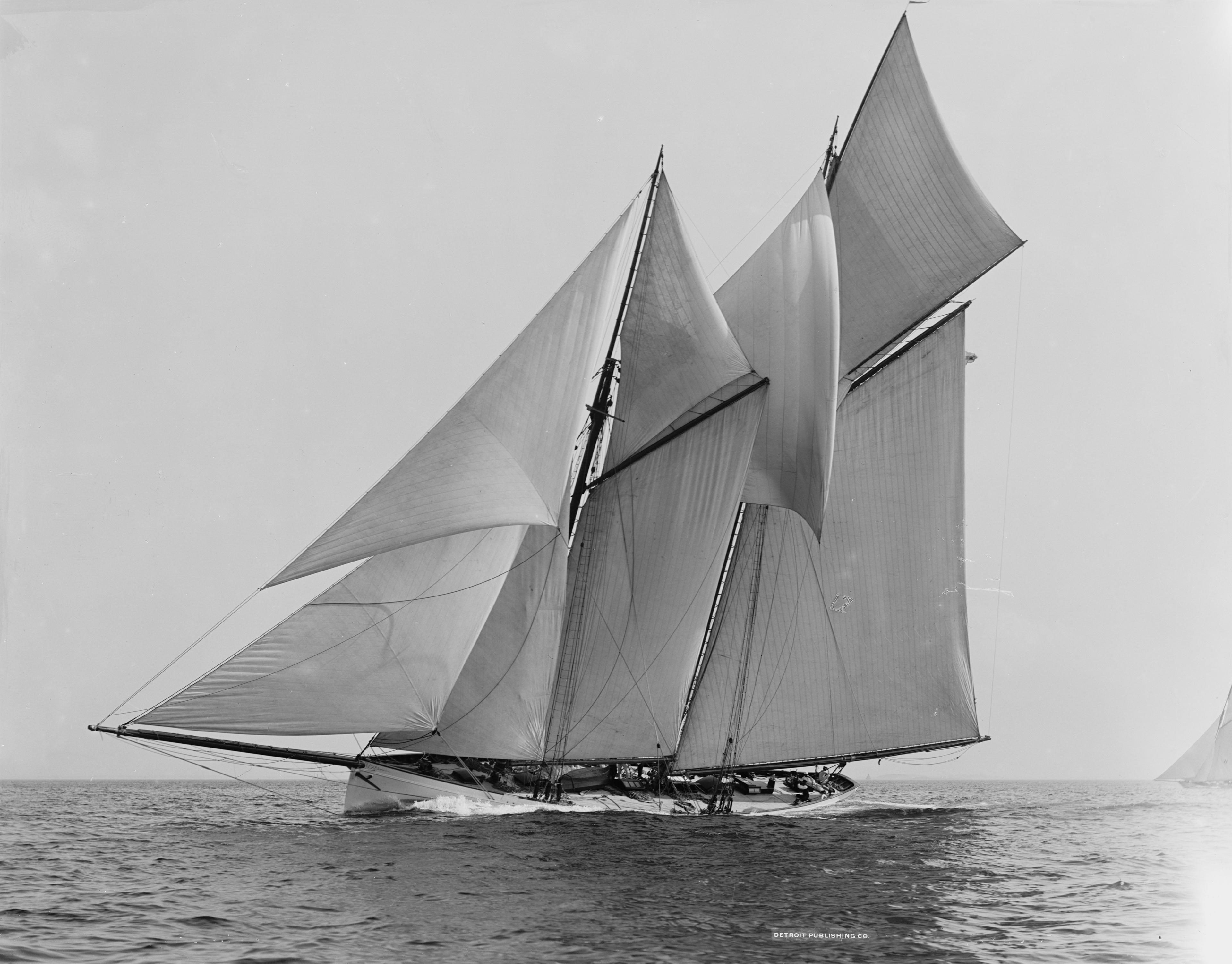
Le Mayflower en 1891, gréé en goélette.

Il est vendu en 1889 à F. Townsend Underhill, qui le transforme en goélette. En 1905, il change à nouveau de propriétaire, Lady Eva Barker, qui le fait motoriser. Elle le loue à l'aventurier Guy Hamilton Scull, afin de chercher le trésor d'un galion espagnol qui avait sombré au large de la Jamaïque. Le Mayflower fait naufrage lors d'un cyclone près de Cuba, et son équipage est sauvé par des navires de passage.